# Dida Nascimento
Dida Nascimento, nome artístico de Severino Rosa do Nascimento, é um cantor brasileiro, compositor, baterista e guitarrista, nascido no Rio de Janeiro, a 1963.
Seu primeiro disco de trabalho foi lançado em 1996, com a banda Negril (anteriormente KMD5), de forma independente.
Já o seu disco solo Nação Híbrida, foi lançado em 2010.